# Temple mormon de Toronto
Le temple mormon de Toronto est un temple de l’Église de Jésus-Christ des saints des derniers jours situé à Toronto, la capitale de la province de l’Ontario, au Canada. Il a été inauguré le 25 août 1990.